# Карпов, Вячеслав Геннадьевич
Вячеслав Геннадьевич Карпов (род. 4 мая 1976) — российский хоккеист, нападающий.

## Биография
Воспитанник новосибирского хоккея. Выступал за «Сибирь» Новосибирск (1993/94 — 1997/98; 86 матчей в четырёх сезонах МХЛ и Суперлиги), «Сибирь-2» (1994/95, 1996/97 — 1997/98), «Кемерово» (1997/98) и «Янтарь» Северск (1999/2000 — 2001/02).